# Yeshivá Har Hamor
La Yeshivá Har Hamor (en hebreo: ישיבת הר המור) es una yeshivá sionista religiosa ubicada en la ciudad de Jerusalén, fue fundada en 1998 como una rama de la Yeshivá Mercaz HaRav Kook. 

## Liderazgo
El presidente de la yeshivá es el Rabino Tzvi Tau, y sus otros líderes son los rabinos Amiel Sternberg y Mordechai Sternberg. Actualmente hay alrededor de 450 estudiantes. Muchos de ellos están casados, y la edad promedio de los estudiantes es más alta que en las otras yeshivás sionistas religiosas.
El nombre del seminario significa "monte de la mirra", y se basa en el Cantar de los Cantares 4:6, en una frase que en la tradición judía se refiere al Monte del Templo. La yeshivá fue fundada como una escisión de la Yeshivá Mercaz HaRav Kook.

## Historia
La yeshivá se fundó cuando un grupo de rabinos, encabezados por el Rabino Tau, se separaron de la Yeshivá Merkaz Harav Kook. El motivo de la separación fue un desacuerdo entre el Rabino Avraham Shapira, el jefe de la Yeshivá Mercaz HaRav, y el Rabino Tau, sobre el mejor enfoque para la educación de la Torá. La causa inmediata fue la oposición del Rabino Tau a la creación de una escuela de profesores en la yeshivá, lo que, en su opinión, perjudicaría la pureza de la aproximación de la yeshivá al estudio de la Torá. Había mucha tensión entre las dos cabezas en ese momento, pero ha disminuido con el tiempo. Esta fue la primera vez que una yeshivá religiosa sionista se dividió.

## Ubicación
La yeshivá ha estado ubicada en varios lugares situados en diversos barrios de la ciudad de Jerusalén: en Kiryat Menachem, luego en Bayit Vegan, y luego en 2008 en Kiryat HaYovel. La yeshivá se mudó a un edificio permanente de nueva construcción que está ubicado en el barrio de Har Homa en agosto de 2017.

## Ideología
La yeshiva sigue las enseñanzas del Rabino Abraham Isaac Kook y su hijo el Rabino Tzvi Yehuda Kook. Tiene un enfoque sionista que ve una santidad especial en la institución del Estado de Israel, que el rabino Kook (el mayor) llamó "el trono de Dios en el mundo". La yeshiva está a la cabeza de una serie de instituciones que también están conectadas con el Rabino Tau, que en conjunto se conocen como las yeshivas que siguen la línea. Además del estudio del Talmud con los comentaristas tradicionales (los Rishonim y los Ajaronim), la yeshivá pone un especial énfasis en el estudio del pensamiento judío, según el enfoque del Rabino Kook. Los estudiantes suelen servir en el Ejército israelí en el programa Hesder yeshivá, como hacen los estudiantes de la Yeshivá Mercaz Harav Kook.